# 黑紫枝牙鰕虎魚
黑紫枝牙鰕虎鱼，又名紫身枝牙鰕虎、甘仔魚，为輻鰭魚綱鱸形目虾虎鱼亚目鰕虎鱼科的其中一種。

## 分布
本魚分布於西北太平洋區，包括日本、臺灣、中國、菲律賓、馬來西亞等地區的淡水、半鹹水及海域。

## 特徵
本魚體延長略成圓柱狀，頭部外型圓滑，腹鰭癒合成吸盤。眼大，口下位，上頷延伸達眼中部下方，鰓裂略窄。雄雌魚型態不同，雄魚體青黑色，具一條帶金屬光澤的藍色縱帶，自吻部延伸至尾鰭基部，各鱗片具黑色後緣，魚鰭青黑色，背鰭及尾鰭有數列點紋；雌魚呈米黃色，略帶透明，體側具2條寬的黑褐色縱帶，以及不明顯之灰色班塊。尾鰭基具一黑斑，背鰭及尾鰭具有許多黑色點紋。背鰭硬棘7枚；背鰭軟條9枚；臀鰭硬棘1枚；臀鰭軟條10枚，體長可達5公分。

## 生態
本魚生活於熱帶地區，大多棲息於水質非常清澈的小型溪流，喜愛礫石底質的棲地，為洄游性魚類，城於在淡水溪流生活及繁殖，雌魚產卵後，卵隨溪水入海孵化，幼魚孵化後再洄游至溪流。屬草食性，以附著藻類為食。